# 沈阳评剧院
沈阳评剧院是中华人民共和国辽宁省沈阳市的评剧演出单位，1959年11月由辽宁评剧团、辽宁评剧二团和沈阳市评剧团合并成立。